# Путурус
Путурус (на македонска литературна норма: Путурус) е село в южната част на Северна Македония, в община Могила.

## География
Селото е разположено на 660 m надморска височина в областта Пелагония, на 26 североизточно от град Битоля и на 16 km от общинския център Могила, в югоизточната част на община Могила.

## История
В XIX век Путурус е изцяло българско село в Прилепска кааза на Османската империя. В „Етнография на вилаетите Адрианопол, Монастир и Салоника“, издадена в Константинопол в 1878 година и отразяваща статистиката на населението от 1873 година, Бутрус (Boutrouss) е посочено като село с 28 домакинства и 178 жители българи и 6 цигани. Църквата в селото „Свети Димитър“ е изградена в 1880 година.
Според статистиката на Васил Кънчов („Македония. Етнография и статистика“) от 1900 година Путуросъ има 160 жители, всички българи християни.
На Етнографската карта на Битолския вилает на Картографския институт в София от 1901 година Путурус е чисто българско село в Прилепската каза на Битолския санджак със 17 къщи.
В началото на XX век населението на селото е под върховенството на Българската екзархия. По данни на секретаря на екзархията Димитър Мишев („La Macédoine et sa Population Chrétienne“) през 1905 година в Путурус има 128 българи екзархисти.
Българското екзархийско село пострадва от нападения на гръцки андартски чети - на 23 октомври 1905 година андарти опожаряват 14 от 17 къщи на селото, убиват 5 души и изгарят две деца.
Во 1961 година имало максимум 371 жители. Путурусци се изселват към Битоля, Скопие, презокеанските земи и Европа.
Според преброяването от 2002 година селото има 20 жители, всички северномакедонци.
| Националност     | Всичко |
| северномакедонци | 20     |
| албанци          | 0      |
| турци            | 0      |
| цигани           | 0      |
| власи            | 0      |
| сърби            | 0      |
| бошняци          | 0      |
| други            | 0      |

На 30 септември 2017 година е осветена църквата „Света Петка“.

## Личности
Родени в Путурус
- Блажо Димитровски (1904-1942), югославски партизанин и деец на НОВМ